# Geospizopsis
Geospizopsis es un género de aves paseriformes perteneciente a la familia Thraupidae que agrupa a dos especies que habitan estepas de altura en regiones serranas, andinas y puneñas a lo largo de la cordillera de los Andes, la cual bordea el margen occidental de Sudamérica. Las dos especies estaban incluidas en el género Phrygilus hasta el año 2016. Sus miembros son denominadas comúnmente yales, fringilos, entre otros.

## Taxonomía

### Descripción original
Este género fue descrito originalmente en el año 1856 por el naturalista, político y ornitólogo francés Charles Lucien Jules Laurent Bonaparte, hijo de Lucien Bonaparte y sobrino del emperador Napoleón Bonaparte. Su taxón tipo es Passerculus geospizopsis Bonaparte, 1853, el cual había sido descrito como especie tres años antes por el mismo Bonaparte y que hoy se considera una subespecie de Geospizopsis unicolor.

### Etimología
Etimológicamente el término Geospizopsis se construye con palabras en el idioma griego, en donde: geo significa ‘tierra’, σπιγγος, σπιζα (spiza) es el nombre común del ‘pinzón vulgar’ (Fringilla coelebs) y οψις opsis es ‘apariencia’.

### Historia taxonómica y relaciones filogenéticas
Las dos especies que integran Geospizopsis fueron tradicionalmente tratadas como integrantes del género Phrygilus, hasta que en los años 2010, varias publicaciones de filogenias completas de grandes conjuntos de especies de la familia Thraupidae basadas en muestreos genéticos, que incluyeron varios marcadores mitocondriales y nucleares, permitieron comprobar que ambas formaban un clado alejado de dicho género, las que, además, compartían rasgos cromáticos, morfológicos y similitudes distribucionales y ambientales. Con base en estos resultados, se decidió recuperar de la sinonimia de Phrygilus al género Geospizopsis y rehabilitarlo, para así ubicar esas dos especies en él. El Comité de Clasificación de Sudamérica (SACC) en la Propuesta N° 730 parte 17 aprobó esta modificación taxonómica.
Los amplios estudios filogenéticos recientes demuestran que el presente género es pariente próximo de Haplospiza y Acanthidops, y el clado formado por ellos es próximo de un clado integrado por Idiopsar y Xenodacnis, todos en una gran subfamilia Diglossinae.

## Especies
Según las clasificaciones del Congreso Ornitológico Internacional (IOC) y Clements Checklist v.2019, el género agrupa a las siguientes especies con el respectivo nombre popular de acuerdo con la Sociedad Española de Ornitología (SEO):
| Imagen | Nombre científico     | Autor                          | Nombre común | EC (*) |
| ------ | --------------------- | ------------------------------ | ------------ | ------ |
|        | Geospizopsis unicolor | (d'Orbigny & Lafresnaye, 1837) | yal plomizo  | LC     |
|        | Geospizopsis plebejus | (Tschudi, 1844)                | yal plebeyo  | LC     |

(*) Estado de conservación

## Características
Los pájaros de este género son pequeños, miden entre 12 y 13 cm de longitud, de colores apagados, con machos mayormente gris o parduscos y hembras inferiormente blancuzcas con presencia, en mayor o menor grado, de estriado oscuro. Sus picos son pequeños, de color negro, adaptados a sus dietas mayormente compuestas por semillas, a las que suman invertebrados durante la época de cría. 

## Distribución y hábitat
Las especies de Geospizopsis se distribuyen a lo largo de la cordillera de los Andes, desde Venezuela por el norte hasta el Tierra del Fuego por el sur, incluyendo Colombia, Ecuador, Perú, Bolivia, Chile y Argentina, país en el cual también habitan en las sierras Grandes, ubicadas en el centro de esa república, bastante alejadas de los Andes. Habitan en pastizales altoandinos y serranos, en altitudes desde 2000 hasta 4600 m s. n. m., localmente bajando hasta el nivel del mar.